# Titularerzbistum Nisibis
Nisibis (ital.: Nisibi) ist ein Titularerzbistum der römisch-katholischen Kirche. Der gleichnamige antike Bischofssitz lag in Mesopotamien.
| Titularerzbischöfe von Nisibis |                                        |                                                                                                |                    |                    |
| Nr.                            | Name                                   | Amt                                                                                            | von                | bis                |
| 1                              | Giovanni Battista Braschi              | emeritierter Bischof von Sarsina (Italien)                                                     | 20. Dezember 1724  | 24. November 1736  |
| 2                              | José Bolaños Calzado OFM               | königlichen Beichtvater (Königreich Sizilien)                                                  | 24. November 1738  | 7. April 1761      |
| 3                              | Cesare Brancadoro                      | Apostolischer Nuntius in Belgien, Sekretär der Kongregation für die Evangelisierung der Völker | 20. Oktober 1789   | 11. August 1800    |
| 4                              | Lorenzo Caleppi                        | Apostolischer Nuntius in Portugal, Kardinal                                                    | 23. Februar 1801   | 10. Januar 1817    |
| 5                              | Vincenzo Macchi                        | Apostolischer Nuntius in der Schweiz, Apostolischer Nuntius in Frankreich                      | 2. Oktober 1818    | 2. Oktober 1826    |
| 6                              | Carlo Luigi Morichini                  | Apostolischer Nuntius in Deutschland                                                           | 21. April 1845     | 18. März 1852      |
| 7                              | Vincenzo Tizzani CRL                   | emeritierter Bischof von Terni (Italien)                                                       | 30. März 1855      | 15. Januar 1886    |
| 8                              | Johann Gabriel Léon Louis Meurin SJ    | emeritierter Apostolischer Vikar von Bombay (Indien)                                           | 15. September 1887 | 27. September 1887 |
| 9                              | Giuseppe Giusti                        | emeritierter Bischof von Arezzo (Italien)                                                      | 14. Dezember 1891  | 31. März 1897      |
| 10                             | Federico Pizza                         | emeritierter Erzbischof von Manfredonia (e Vieste) (Italien)                                   | 19. April 1897     | 28. März 1909      |
| 11                             | Francis McCormack                      | emeritierter Bischof von Galway und Kilmacduagh (Irland)                                       | 21. Juni 1909      | 14. November 1909  |
| 12                             | Joseph Petrelli                        | Official der Kurie, Apostolischer Nuntius in Peru                                              | 30. März 1915      | 29. April 1962     |
| 13                             | José de la Cruz Turcios y Barahona SDB | emeritierter Erzbischof von Tegucigalpa (Honduras)                                             | 18. Mai 1962       | 18. Juli 1968      |